# Catedral de Córdoba (Argentina)
Aquest article tracta sobre la catedral argentina. Si cerqueu la catedral espanyola, vegeu «Mesquita de Còrdova».
La catedral de Córdoba és l'església mare de la ciutat argentina de Córdoba, capital de la província homònima.
És considerada com la "Quarta meravella de Córdoba", segons la iniciativa del diari La voz del interior.

## Ubicació
La catedral de la ciutat de Córdoba es troba al nucli històric de la ciutat, que coincideix pràcticament amb el centre geogràfic de la ciutat. El seu angle sud-est, que és el que es pren com a referència de direcció, dona a la cantonada dels carrers Independencia i 27 de abril.

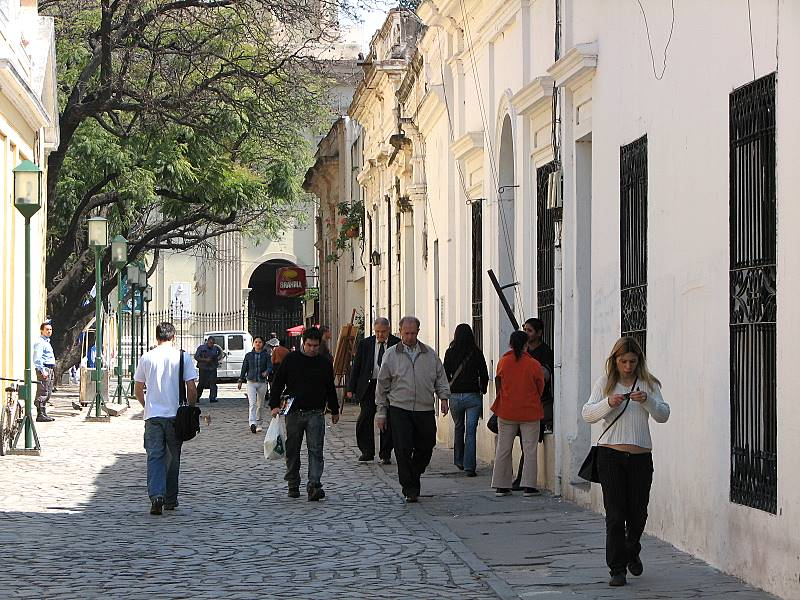
Pasaje Santa Catalina.

Ocupa l'àmplia illa que es troba davant del costat oest de la Plaça Sant Martí; al costat nord l'església es troba separada del Cabildo per un carreró anomenat "Santa Catalina"; la part posterior del temple dona al carrer Rivera Idarte. La façana principal està orientada cap a est-sud-est, la qual cosa es singular en les esglésies de la seva època, car havien de tenir l'altar orientat cap a Jerusalem (en aquest cas al nord-est).
Al nord, davant la part posterior de la catedral es troba la placeta del Fundador, amb una escultura en bronze patinat que representa a Jerónimo Luis de Cabrera dempeus.

## Història

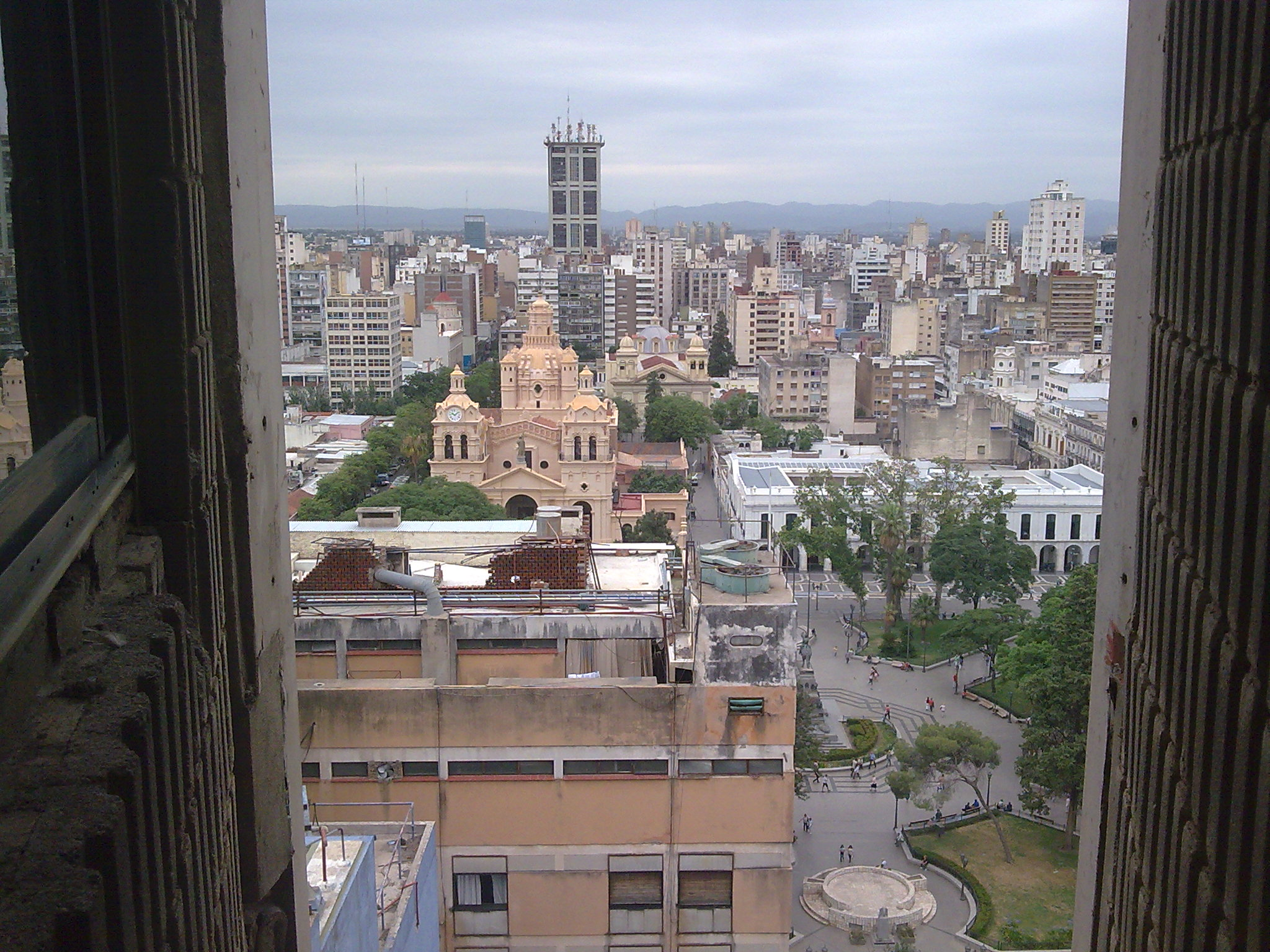
Vista aèria.

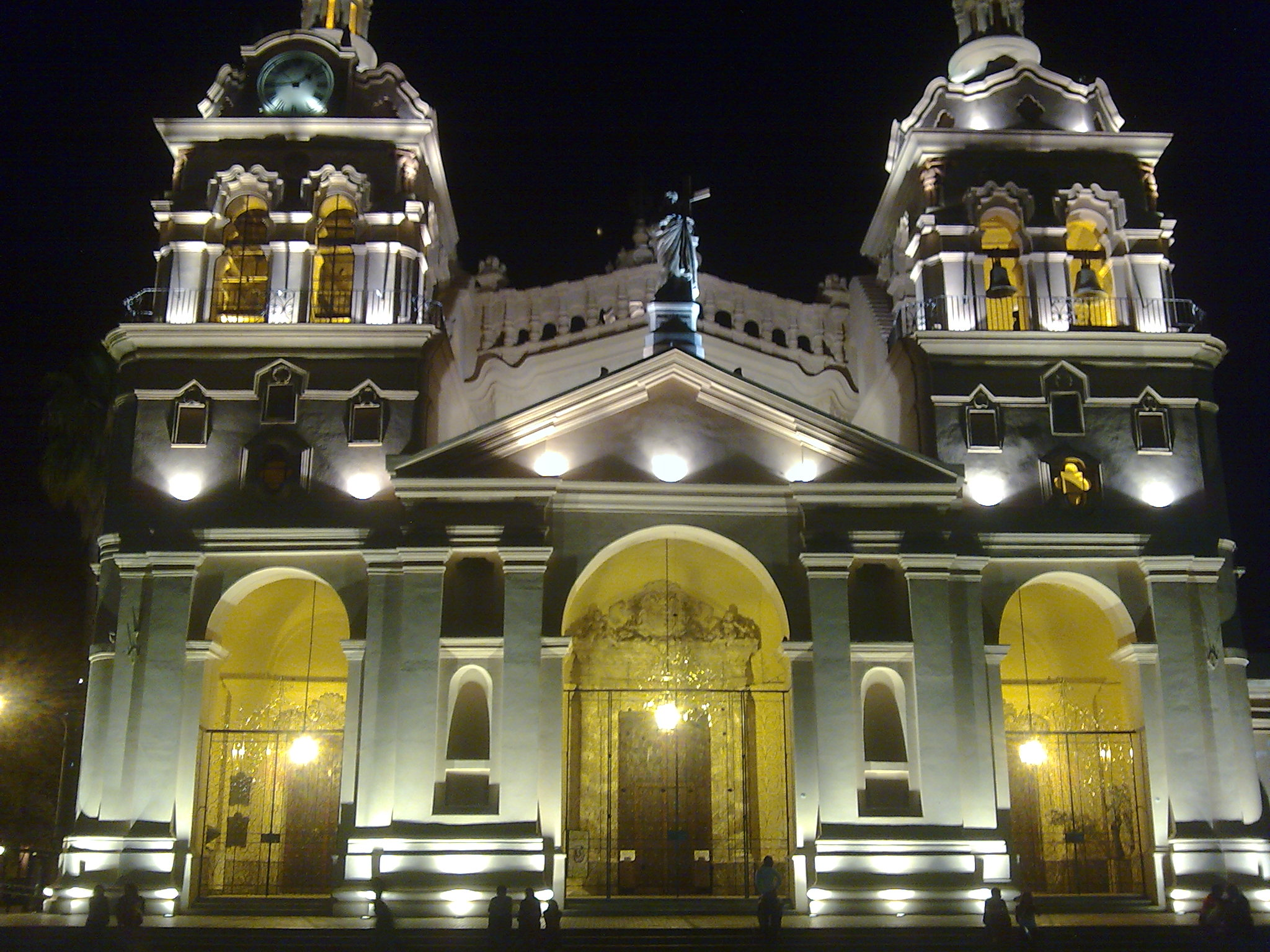
Façana durant la nit.

L'edificació pròpiament dita va ser iniciada l'any 1582 amb el nom de "Església de l'Assumpció de la Mare de Déu". El 1598 el mestre major d'obres Gregorio Ferreira i el pedrer Juan Rodríguez començaren la construcció de l'edifici amb materials prou sòlids (pedra, maó i cal). El 1601 el fuster Mateo Domínguez realitzà una armadura de llistons i bigues per a la teulada mentre que Hernando Álvarez va ser comissionat perquè supervisés la fabricació de 30.000 teules «musleres», la direcció de l'obra passà poc després a mans de l'arquitecte granadí Ricardo González Merguete, qui efectuà diversos plànols; les obres van tenir un gran impuls gràcies als arquitectes jesuïtes. Juan Bautista Prímoli dissenyà el plànol principal de la planta (una creu llatina de tipus basilical), seguint el model de la gairebé coetània església jesuïta del Gesù de Roma.
Va ser oficialment consagrada el 1706.
Posteriorment, el franciscà fra Vicente Muñoz dissenyà i dirigí la construcció de la gran cúpula amb cimbori. Durant els dos primers segles de la seva edificació van treballar-hi molts aborígens procedents de les reduccions jesuïtes. Diversos d'aquests aborígens eren extraordinaris artesans i van deixar la seva petjada a molts detalls barrocs.
La façana va ser dissenyada i conclosa per Andrés Blanqui el 1729.
El 18 de maig de 1758 l'edificació ja estava pràcticament finalitzada, amb les naus, el nàrtex, la cúpula, els creuers i el gran pòrtic de tipus neoclàssic, precedit per una àmplia escalinata i tancat per un portal de ferro forjat, treball exquisit de ferreria on es poden observar les siluetes de sant Pere i sant Pau. Les dues torres-campanar van ser finalitzades el 1787. 

La porta d'entrada, igual que el cadirat del cor al voltant de l'altar major són obres jesuïtes tallades en cedre missioner. El rellotge de la torre és un regal que va fer el ferrocarril anglès a finals del segle xix.
El 1901 s'afegí l'estàtua de Crist Redemptor al capdamunt de la façana.

## Principals característiques
Si l'exterior d'aquesta església és majestuós, el seu interior li va a l'una: la gran nau central té una alta volta de canó corregut es troba profusa i harmoniosament exornada per gran quantitat de motllures tallades en fusta i daurades -moltes d'elles amb full d'or-, l'altar major fa un equilibrat joc amb les elevades columnes i les escultures antigues que representen a diversos sants del catolicisme. Tals escultures, cadascuna per separat, resulten ser valuoses obres d'art (moltes d'elles són articulades i es troben literalment vestides amb sumptuosos vestidures).
La llum de el sol ingressa principalment per una sèrie de profundes llunetes ubicades a la volta de la nau central. L'esmentada nau central de tipus basilical es troba sobreelevada respecte a les dues naus laterals de les que es troba separada per altes i amples columnes en gran part daurades, a la llotja situat sobre el nàrtex es troba un òrgan de tubs, el qual es troba actualment (2016) danyat severament i inoperatiu.
Pel que fa a les torres principals, aquestes posseeixen carillons, la torre situada en l'angle sud-est està dotada d'un gran rellotge. A les cantonades de les torres es poden observar, esculpides, curioses figures en actitud de tocar trompetes i vestides amb vestits indígenes.
Poc després de franquejar el pòrtic el visitant ingressa a l'ampli nàrtex on es troben els sarcòfags en els quals hi ha les tombes José María Pau i la seva dona Margarida Weild, també es troba l'urna que guarda les restes del degà Gregorio Funes, a les criptes hi ha les tombes del bisbe Hernando de Trejo y Sanabria -primer rector de la primera universitat argentina: l'actualment anomenada UNC - i de Fra Mamerto Esquiú, el 7 de novembre de 2011 van ser traslladats els presumibles restes de Juan Bautista Bustos des de l'església de Sant diumenge a la ciutat de Santa Fe a la ciutat de Còrdova i dipositats amb honors a l'església catedral.
El gran altar major està en gran part primorosament realitzat amb plata repujada procedent de l'Alt Perú.

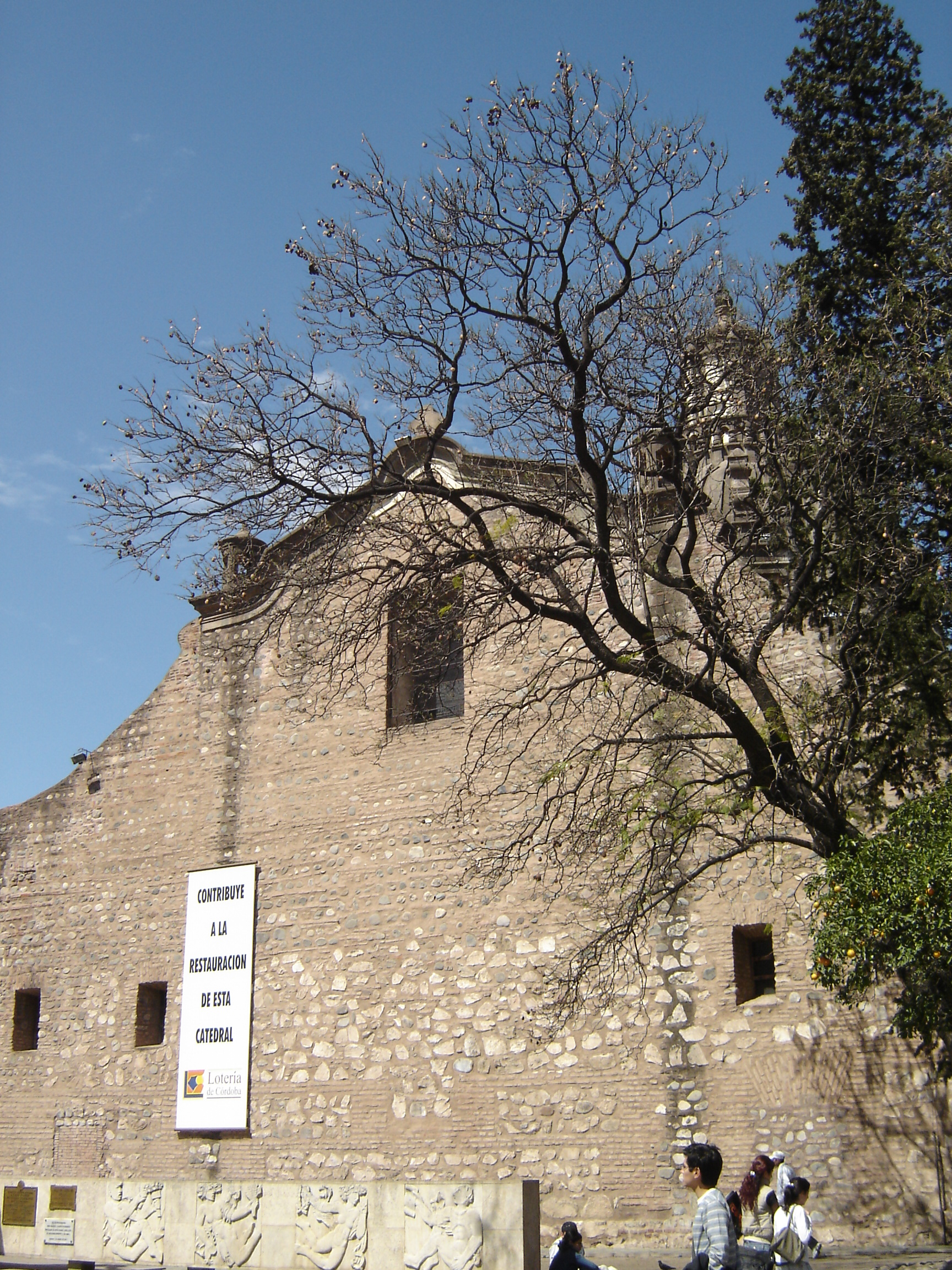
Part posterior (des de la Placeta del Fundador).

El dom o gran cúpula se situa en la intersecció de la nau central amb el creuer. El primer que crida l'atenció són les proporcions del seu cimbori i la seva elaborada decoració. És un dom imponent per la seva elevació i per l'audàcia conceptual amb la que va ser realitzat: es troba flanquejat per quatre torretes octogonals (que estructuralment compleixen les funcions de reforços).
Al cimbori, des de baix i cap amunt es perceben, de la banda exterior, parells de columnes que rematen en una cornisa, des de la mateixa s'enfilen, per la corba de la cúpula, grans aletes amb aspecte de mènsules invertides les quals es veuen coronades per pinacles piramidals.
En els intercolumnis del cimbori hi ha amplis finestrals amb formes curvilínies.
El dom es troba cobert per nervadures a manera de grills que es continuen mitjançant columnetes recolzades sobre uns arcs, sobre tals arcs, coronant a tot el conjunt es troba una graciosa llanterna, aquesta és una torreta adornada de pilastres, pinacles i finestres, la llanterna es tanca mitjançant un cupulí bulbiforme que culmina en una gran penell que representa el calze i la creu.
El conjunt total de la catedral argentina de Còrdova és una excel·lent síntesi d'elements amb orígens renaixentistes conjuminats amb els del barroc colonial espanyol, el neoclassicisme i fins i tot detalls mudèjars.
Capítol a part mereix el tresor d'aquesta catedral, a causa de l'acumulació de ex-vots (principalment peces de plata i d'or) i joies donades per fidels acabalats o per les col·lectes urbanes: bàculs de plata amb detalls d'or, corones de plata i or recamadas amb brillants i perles per "vestir" les estàtues de la Mare de Déu, un gran sagrari donat en 1804, mantons de seda brocada, etc. Part del tresor catedralici ha estat saquejat durant l'últim quart de segle xx.
Aquest temple eclesiàstic és la construcció colonial important actualment íntegra i funcional més antiga d'Argentina.
D'aquesta manera aquest edifici resulta un dels més valuosos patrimonis arquitectònics d'Argentina i un dels més reeixits exponents de l'arquitectura barroca de tota Amèrica. Per aquests motius és un Monument Històric Nacional, a tres quadres de l'Illa Jesuítica que és un Patrimoni Cultural de la Humanitat d'acord amb el que estableix la Unesco .

## Galeria

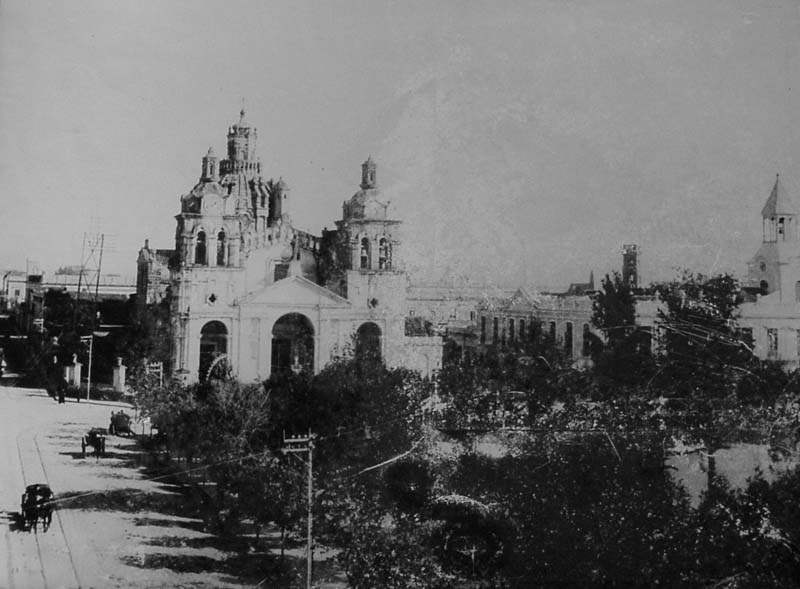
La catedral al segle xix.
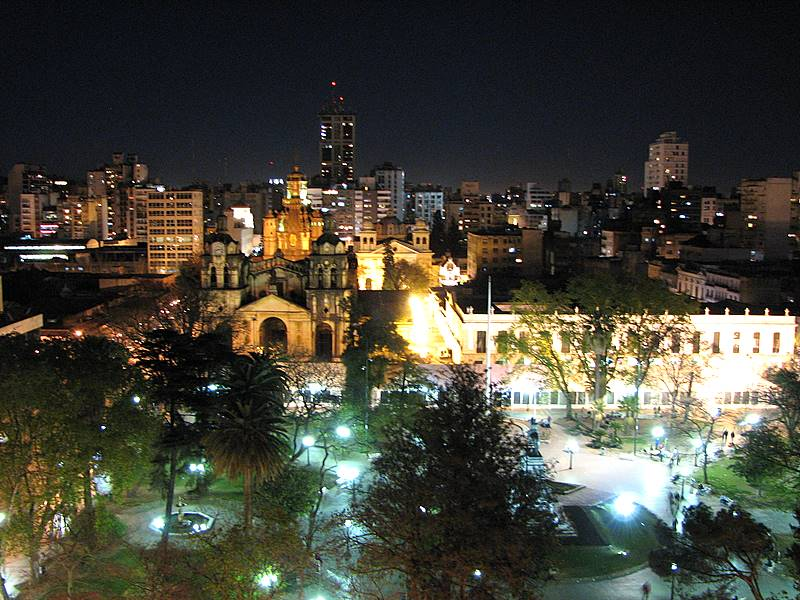
La Catedral,
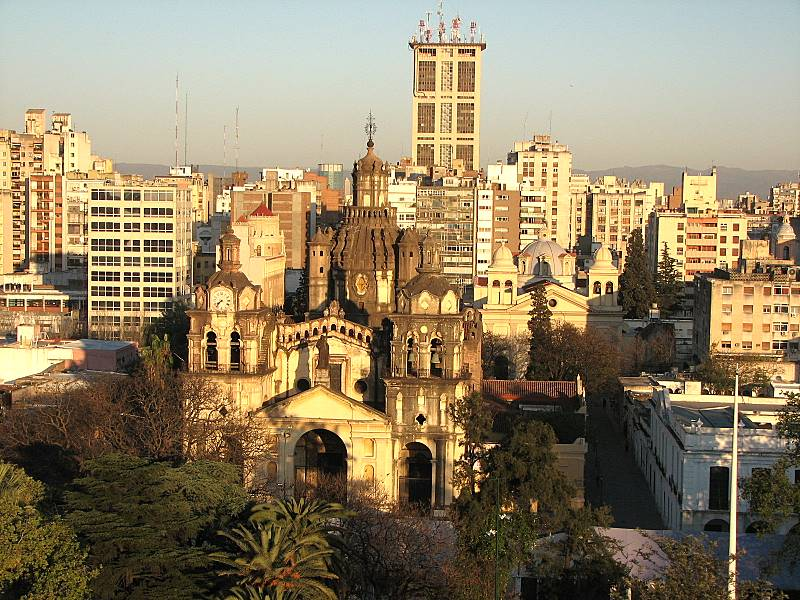
Vista aèria, any 2007.
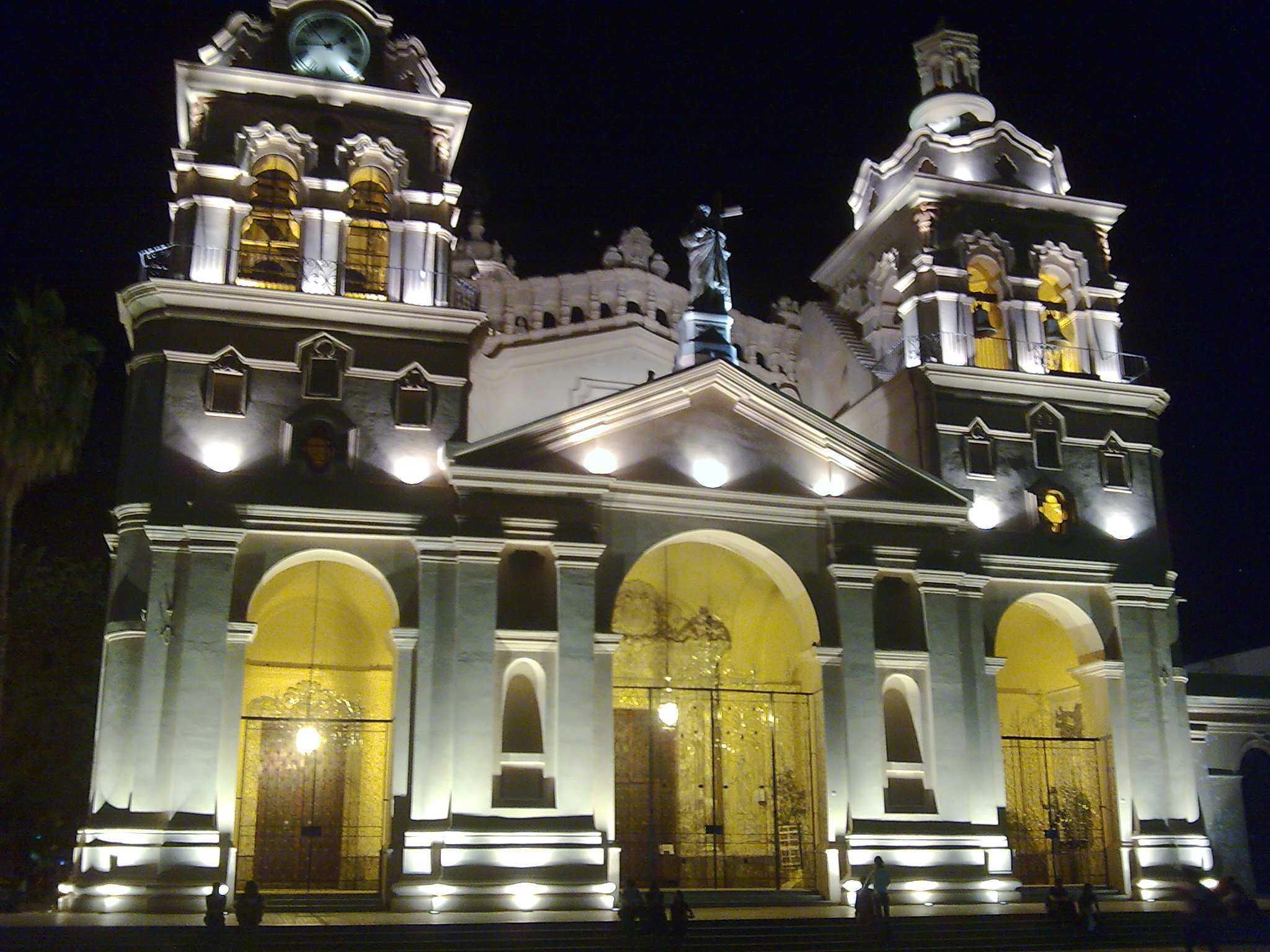
Il·luminació instalada el 2010 per a la celebració del Bicentenari d'Argentina
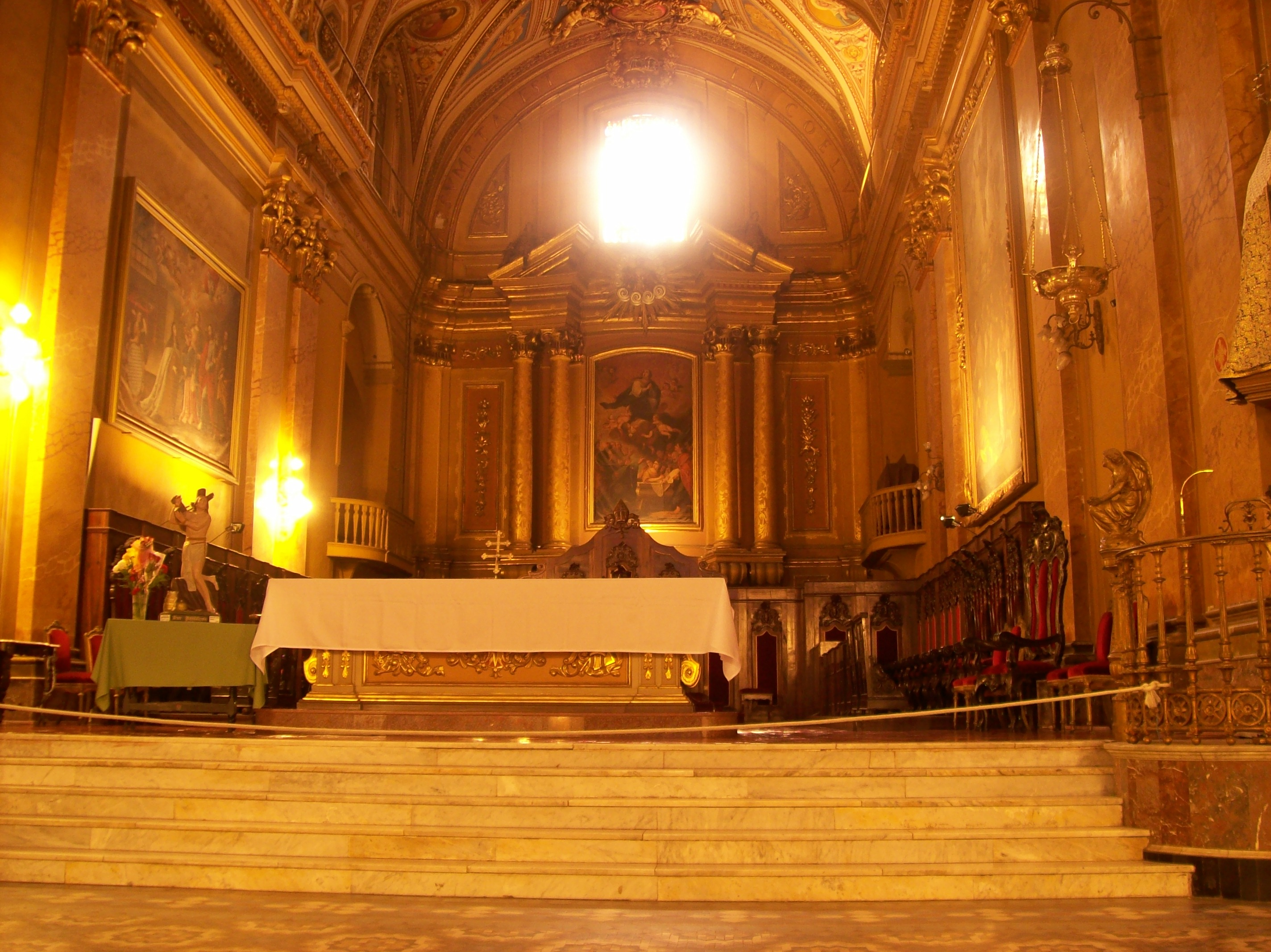
Altar major
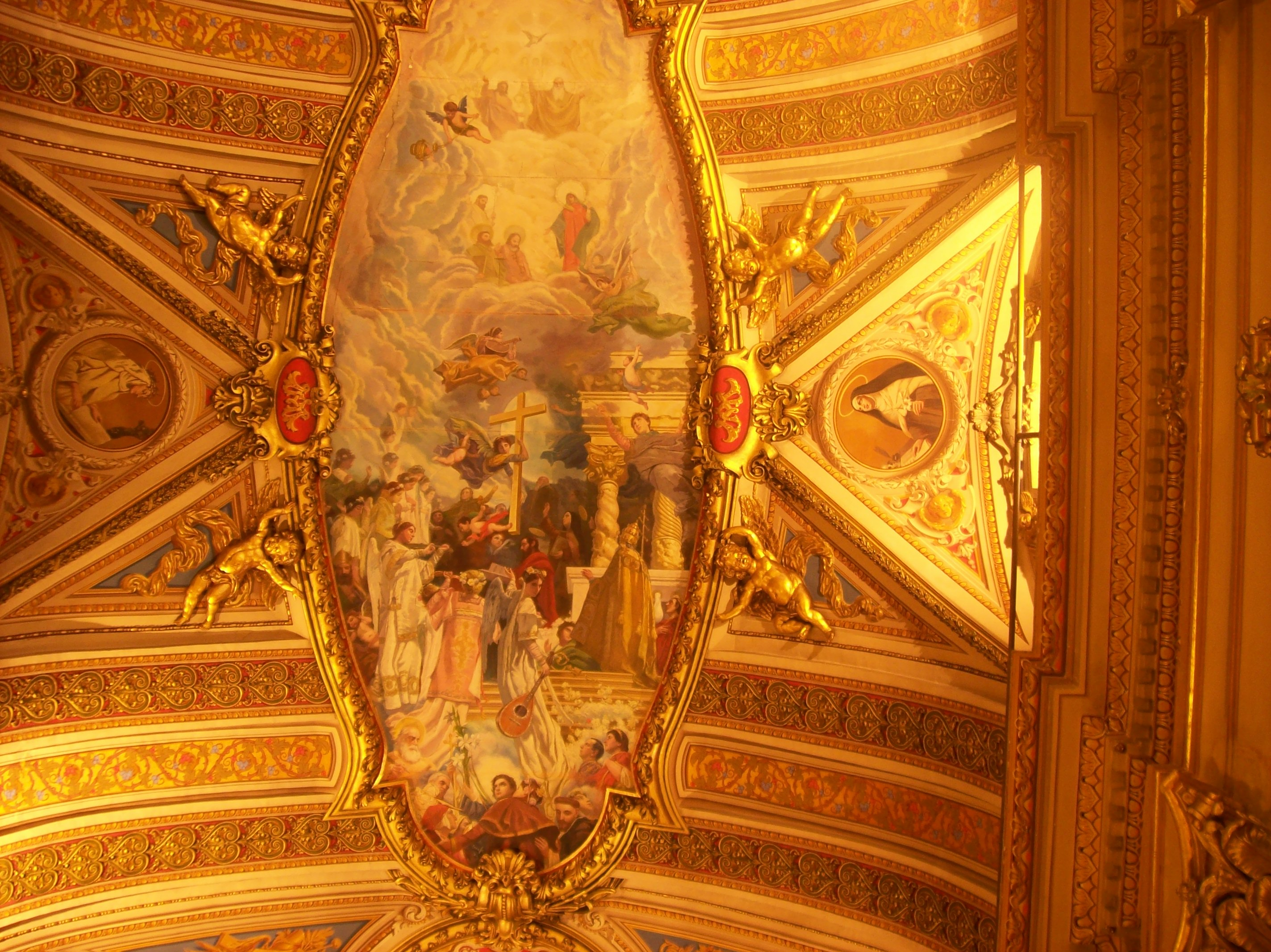
Sostre barroc
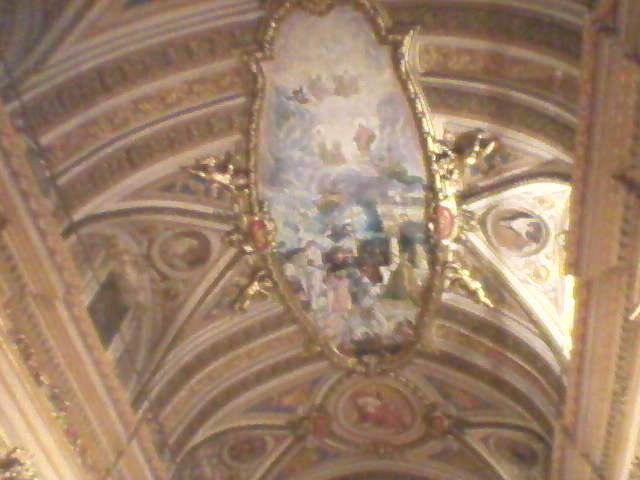
Pintures al sostre de la Catedral
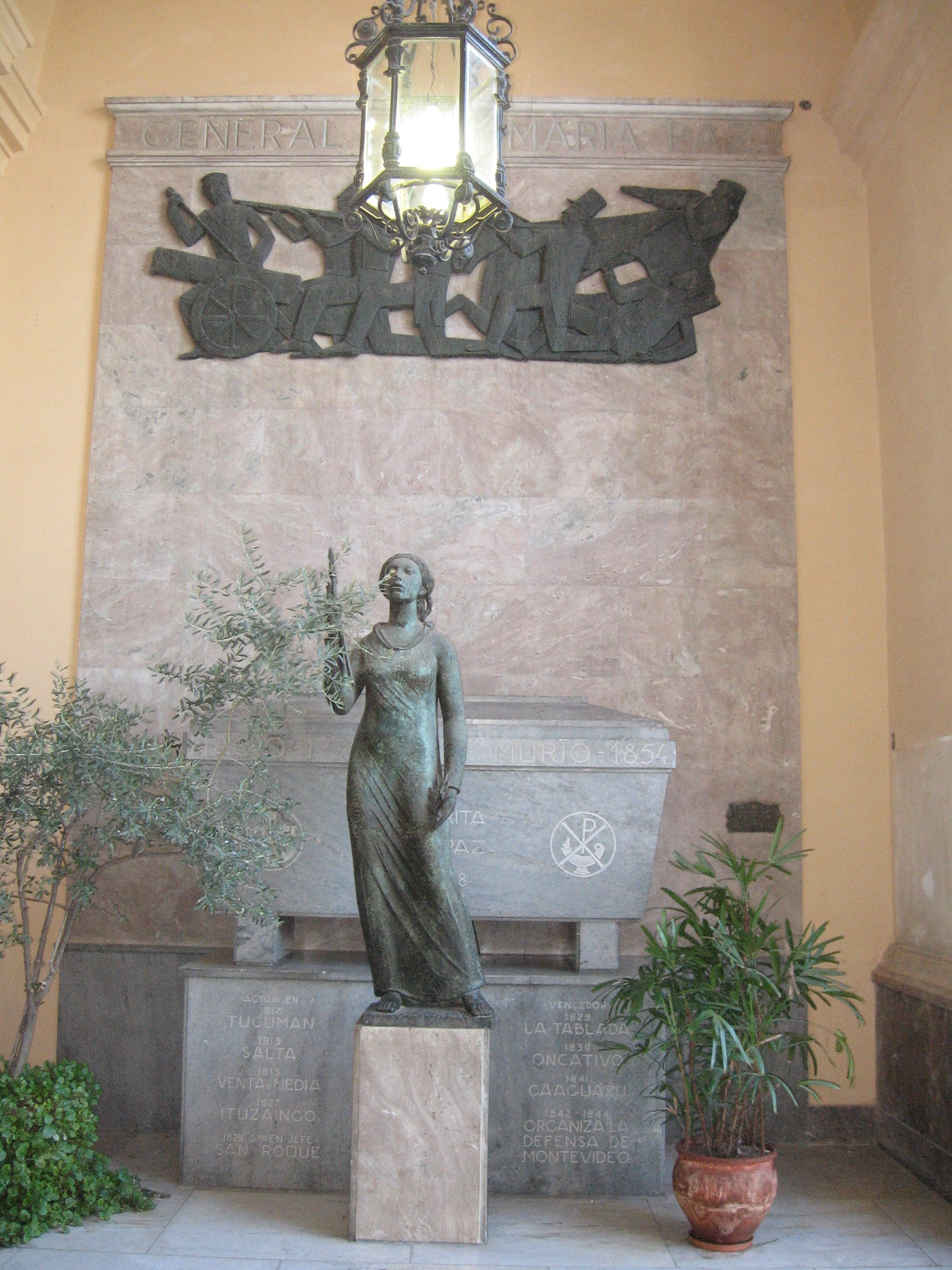
Tomba del Gral. José María Paz
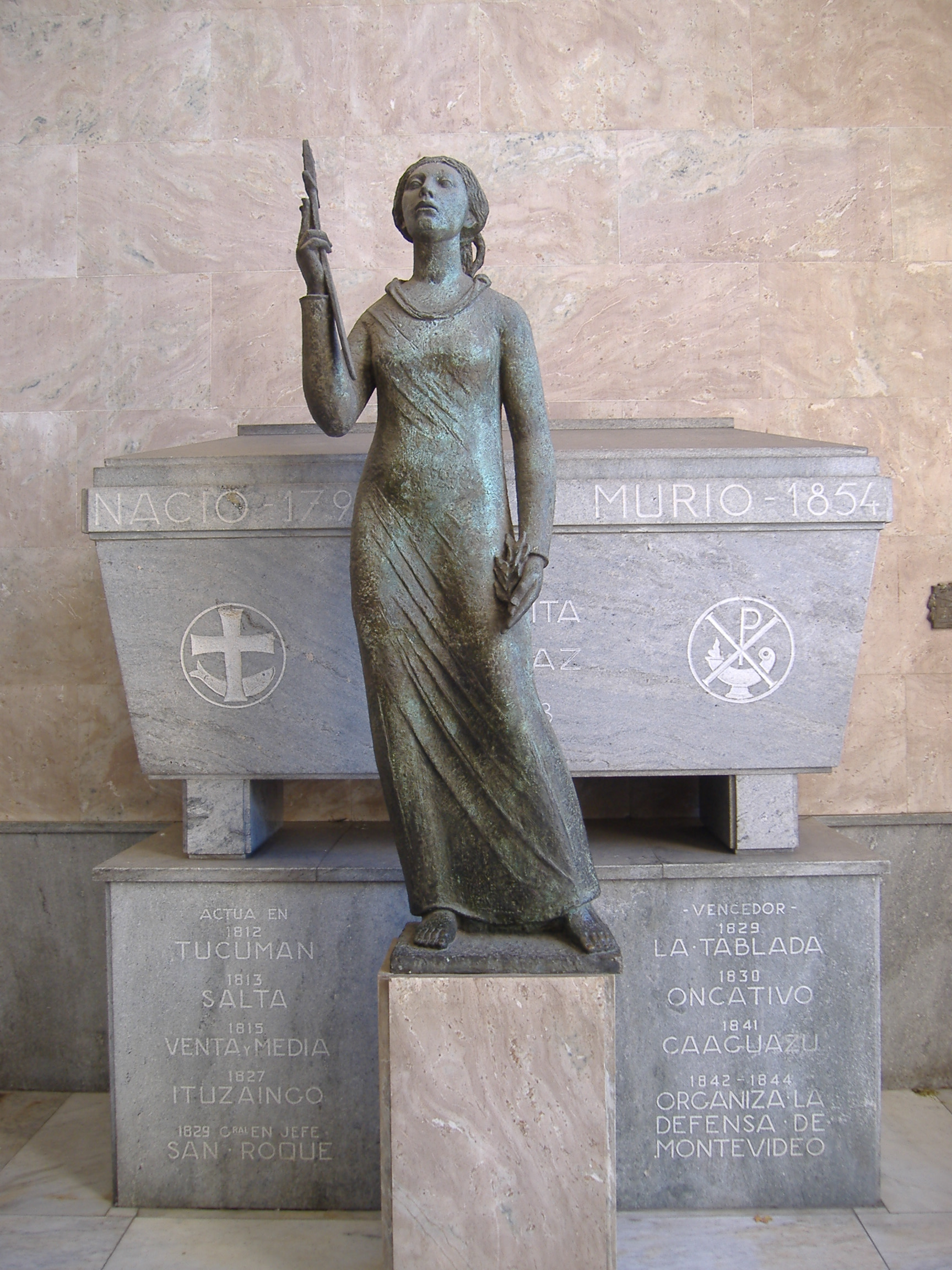
Tomba de Margarita Weild
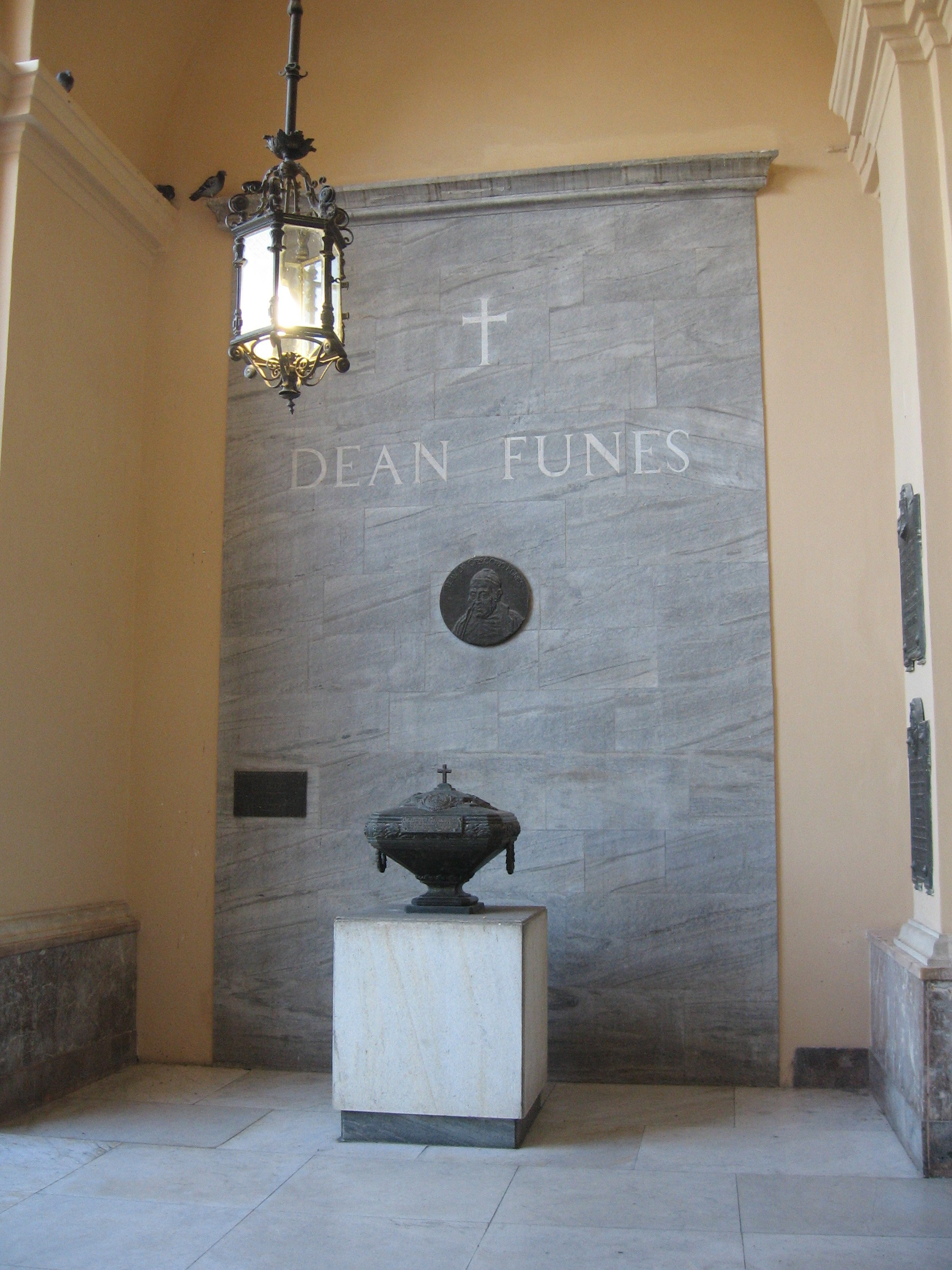
Tomba del Dean Gregorio Funes
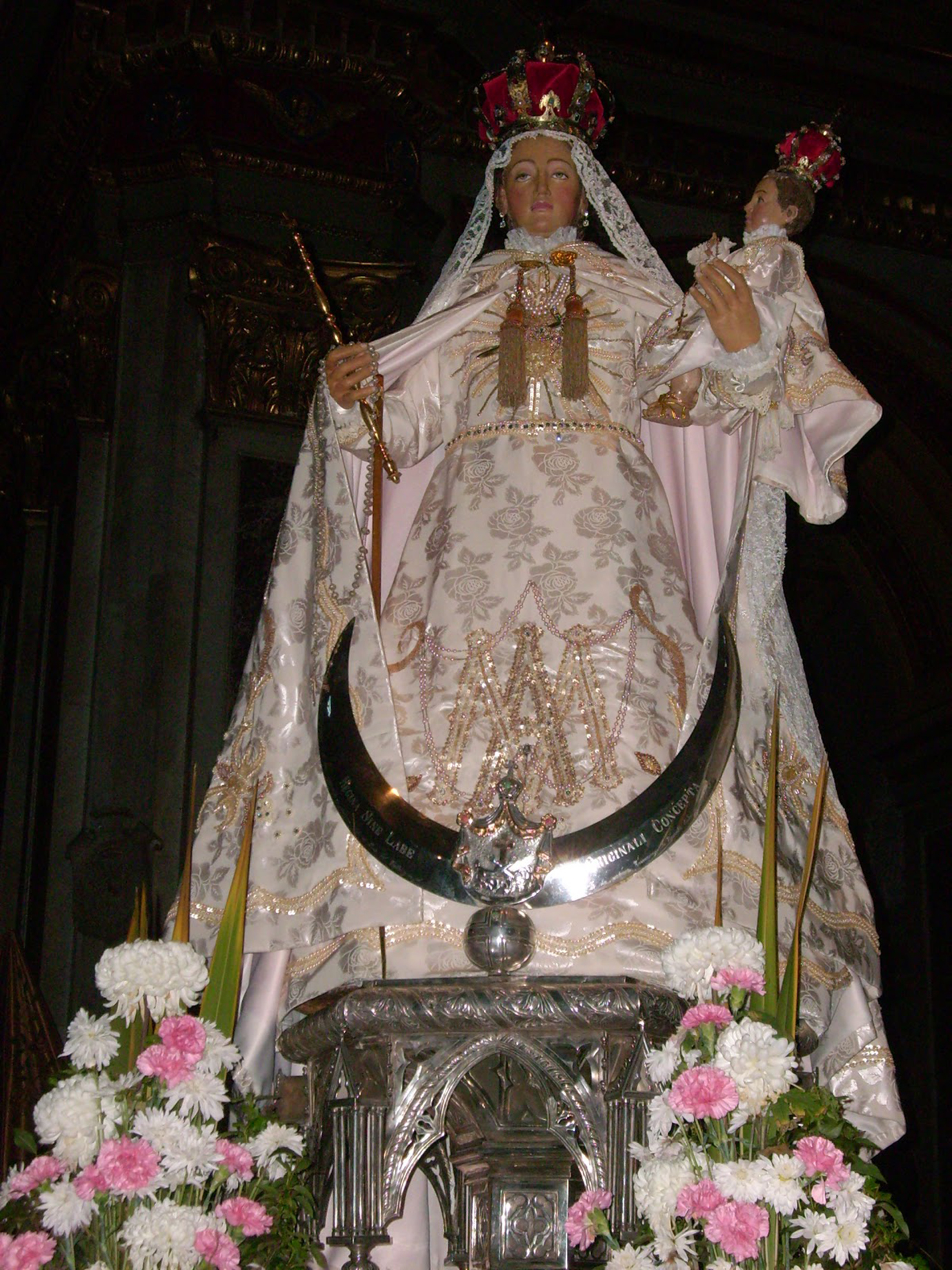
Mare de Déu del Rosari del Miracle, patrona de l'Arxidiòcesi de Córdoba